# Touch
touch — команда Unix, призначена для встановлення часу останньої зміни файлу або доступу в поточний час. Також використовується для створення пустих файлів.

## Історія
Утиліта touch з'явилася в операційній системі AT & T UNIX Version 7. Версія утиліти touch, яка йде в комплекті з GNU coreutils, була розроблена Полом Рабіном, Арнольдом Роббінсом, Джимом Кінгдоном, Девідом Маккінзі і Ренді Смітом.

## Специфікація
Згідно POSIX утиліта touch змінює час останньої зміни файлу або час останнього доступу до нього.  Файл або шлях до нього передається в якості аргументу.  Якщо файл не існує, утиліта створює порожній файл з вказаним ім'ям та встановлює час останньої зміни і останнього доступу в значення, передане в якості аргументу.  Якщо аргумент часу не заданий, використовується поточний час.
touch [-acfhm] [-r файл] [-t [[CC]YY]MMDDhhmm. [SS]] файл

   -a 
Встановлює час останнього доступу до файлу. Час останньої зміни не встановлюється, якщо явно не заданий ключ -m 
    -c 
Вказує утиліті не створювати файл, якщо він не існує, при цьому ніяких повідомлень про помилку показано не буде. 
    -f 

Намагається оновити інформацію про час, навіть якщо права доступу файлу не дозволяють робити. 

    -h 

Вказує утиліті змінювати символічне посилання замість файлу, на який воно посилається. 

    -m 
Встановлює час останньої зміни файлу. 

    -r file 

Використовувати значення часу з файлу, заданого аргументом file. 

    -t time 

Встановлює час останньої зміни і доступу відповідно до зазначеного форматом time.
Формат дати, зазначений в ключі -t, задається відповідно до шаблону [[СС]YY]MMDDhhmm[. SS] :  </br>    СС - перші дві цифри року (вік). 
YY - останні дві цифри року. 
Якщо параметр CC не заданий і значення YY знаходиться в межах 69 і 99, то тоді СС встановлюється рівним 19, в іншому випадку використовується 20.  MM - двозначний номер місяця. 
DD - двозначний номер дня. 
hh - значення годин дати. 
mm - значення хвилин дати. 
SS - значення секунд дати. 
У різних UNIX -подібних системах синтаксис команди може відрізнятися.  Наприклад, GNU touch містить опцію -d, яка дозволяє встановлювати дату в форматах, що відрізняються від згаданих вище.

## Приклади
Створює файл myfile.txt і встановлює час останньої зміни та доступу в даний час в системі; якщо файл існує - оновлює час останньої зміни і доступу, не змінюючи при цьому вмісту файлу: 
```
# touch myfile.txt
```

</br> Встановлює дату останньої зміни і доступу в 8:46:26 31 січня 2007 р.: 
```
# touch -t 200701310846.26 index.html
# touch -d '2007-01-31 8:46:26' index.html
# touch -d 'Jan 31 2007 8:46:26' index.html
```

За допомогою команди touch можна впливати на файл, який навіть не створено. В кінцевому підсумку, буде створено новий файл із зазначеним, необхідним ім'ям.
```
ls 1 ~/
   drwxr xr x      848      2005 10 19   11:36   src
   drwxr xr x      632      2005 10 18   12:25   videos
   touch test.txt
   ls 1 ~/
   drwxr xr x      848      2005 10 19   11:36   src
    rw r r         0        2005 10 19   23:41   test.txt
   drwxr xr x      632      2005 10 18   12:25   videos
                   246
```